# Quercus longispica
Quercus longispica là một loài thực vật có hoa trong họ Cử. Loài này được (Hand.-Mazz.) A.Camus miêu tả khoa học đầu tiên năm 1934.